# Jeepiulus flavus
Jeepiulus flavus är en insektsart som beskrevs av Rodney Ramiro Cavichioli 2000. Jeepiulus flavus ingår i släktet Jeepiulus och familjen dvärgstritar. Inga underarter finns listade i Catalogue of Life.